# John Donnell Smith
John Donnell Smith (né en 1829 à Baltimore - mort en 1928 dans cette même ville) est un taxonomiste et botaniste américain.
Diplômé de l’université Yale, en 1847, il servit comme officier dans l’armée confédérée, fut chef de batterie au 10e bataillon du régiment d’artillerie de Virginie (Bataillon Huger, anciennement Régiment d'artillerie mobile Bedford). Il fut de toutes les campagnes de l'Armée de Virginie du Nord : blessé à la bataille de Gettysburg, il était présent lors de la signature de l’acte de capitulation à Appomattox en avril 1865. La paix revenue, il s’est consacré à l’étude de la flore du Guatémala et du Costa Rica et devint l'un des sociétaires de l'Institut Peabody de Baltimore (1888–1915).

## Œuvres
- An enumeration of the plants collected in Central America by W.C. Shannon, Washington, 1898
- Enumeratio Plantarum Guatemalensium, Oquawkae, H.N. Patterson, 1889-1907, 8 volumes.